# Gabe Ibáñez
Gabe Ibáñez (Madrid, 7 giugno 1971) è un regista e supervisore agli effetti visivi spagnolo.

## Filmografia

### Supervisore agli effetti visivi
- Il giorno della bestia (El Dìa de la Bestia), regia di Álex de la Iglesia (1995)
- El niño invisible, regia di Rafael Monleón (1995)
- Perdita Durango, regia di Álex de la Iglesia (1997)
- El corazón del guerrero, regia di Daniel Monzón (1999)

### Regista
- Máquina (2006) - cortometraggio
- Hierro (2009)
- Automata (Autómata) (2014)
- In silenzio - 3 episodi (2023)

### Produttore
- Máquina, regia di Gabe Ibáñez (2006) - cortometraggio

### Sceneggiatore
- Automata (Autómata), regia di Gabe Ibáñez (2014)

### Altro
- Alma, regia di Rodrigo Blaas (2009) - cortometraggio, operatore di camera
- Automata (Autómata), regia di Gabe Ibáñez (2014) - concept artist